# George Gebhardt
George Gebhardt (21 de setembro de 1879 – 2 de maio de 1919) foi um ator de cinema mudo norte-americano nascido na Suíça. Ele apareceu em 128 filmes entre 1908 e 1922. Nasceu em Basileia, Suíça e faleceu de tuberculose em Edensdale, Nova Iorque, Estados Unidos.

## Filmografia selecionada
- Balked at the Altar (1908)
- After Many Years (1908)
- Romance of a Jewess (1908)
- The Fighting Hope (1915)
- The Voice in the Fog (1915)
- Blackbirds (1915)
- The Unknown (1915)
- Hands Up! (1918)